# Maria-Ward-Realschule Schrobenhausen
Die Maria-Ward-Realschule Schrobenhausen wurde 1856 gegründet und ist eine staatlich anerkannte Realschule in Trägerschaft des Schulwerks der Diözese Augsburg in der Stadt Schrobenhausen im oberbayerischen Landkreis Neuburg-Schrobenhausen.

## Namensgebung
Der Name der Schule stammt von Maria Ward (englisch Mary Ward). Sie war eine englische Ordensschwester und gründete die „Congregatio Jesu“, einen Frauenorden, deren Mitglieder auch als „Englische Fräulein“ bekannt sind. Sie setzte sich insbesondere für eine bessere Bildung für Mädchen ein.

## Architektur
Ab 1856 fand die Ausübung des Bildungsauftrags im Gebäude der Hauptstr. 89, jetzige Lenbachstraße 22 (heutige Volkshochschule), statt. 1861 wurde das Maier’sche Haus (aktueller Standort des Gesundheitsamtes) erworben und dieses unmittelbar mit der Stadt gegen das heutige Schulgebäude (ehemals Rentamtsgebäude) getauscht, da dieses geeignetere Räumlichkeiten und mehr Platz bot. In den Jahren 2002–2005 erfolgten Teilabriss und Umbau des Schulgebäudes unter Erhalt wesentlicher Teile der alten Substanz sowie des Herzstücks, dem Konzertsaal. Gebäudeplanung und Innenarchitektur wurden dabei von den Wagmann Architekten übernommen.

## Geschichte

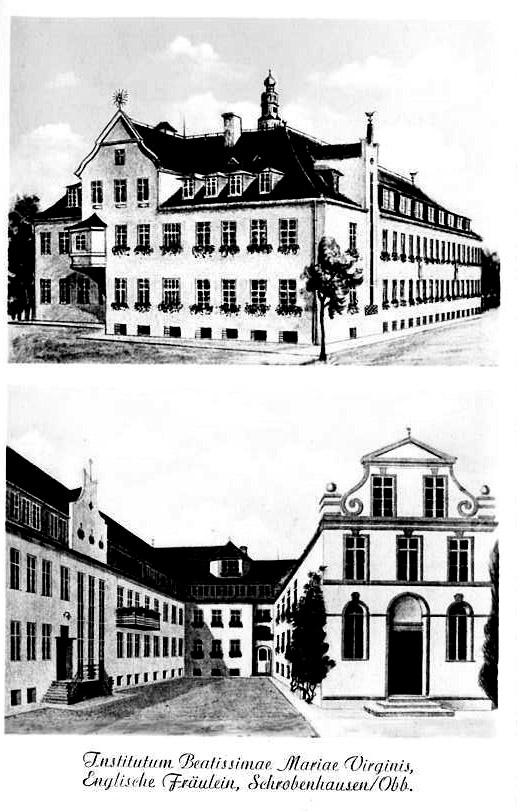
Konzertsaal

Im November 1856 wurde die Schule als „Mädchenvolksschule“ durch fünf Schwestern der Congregatio Jesu Augsburg (damals „Englische Fräulein“) gegründet. Bereits 1861 erfolgte ein Umzug in das bis heute als Schulhaus genutzte Gebäude und 1864 wurde zusätzlich die sog. „Kinderbewahranstalt“, der für lange Zeit einzige Kindergarten der Umgebung, durch die Schwestern ins Leben gerufen. 1895 wurde das Schulgebäude durch den Anbau des bis heute erhalten gebliebenen Konzertsaals im Renaissance-Stil erweitert.
In den Jahren des Ersten Weltkriegs von 1914 bis 1918 wurde der Schulbetrieb unterbunden und das Gebäude stattdessen als Lazarett und Suppenanstalt für arme Kinder genutzt. Die Unterrichtstätigkeiten wurden jedoch unmittelbar nach Kriegsende wieder aufgenommen und 1923 als Erweiterung eine Haushaltungsschule mit eigenem Internat angegliedert, die bis 1981 Bestand hatte.
Auch im Zweiten Weltkrieg wurde das Schulgebäude wiederum anderen Zwecken zugeführt: Von 1938 bis 1945 erfolgte eine Beschlagnahmung durch den Nationalsozialismus des Dritten Reichs sowie der erneute Betrieb eines Lazaretts sowie einer Suppenanstalt für arme Kinder. 1939 umfasste das Lazarett 240 Betten, 1945 wurden bis zu 560 Verwundete dort versorgt. 1942 verbrachte Hans Scholl, späterer Gründer und Widerstandskämpfer der „Weißen Rose“ im Rahmen seines Medizinstudiums einen Teil seiner Famulatur im Schrobenhausener Lazarett und der Maria-Ward-Realschule.

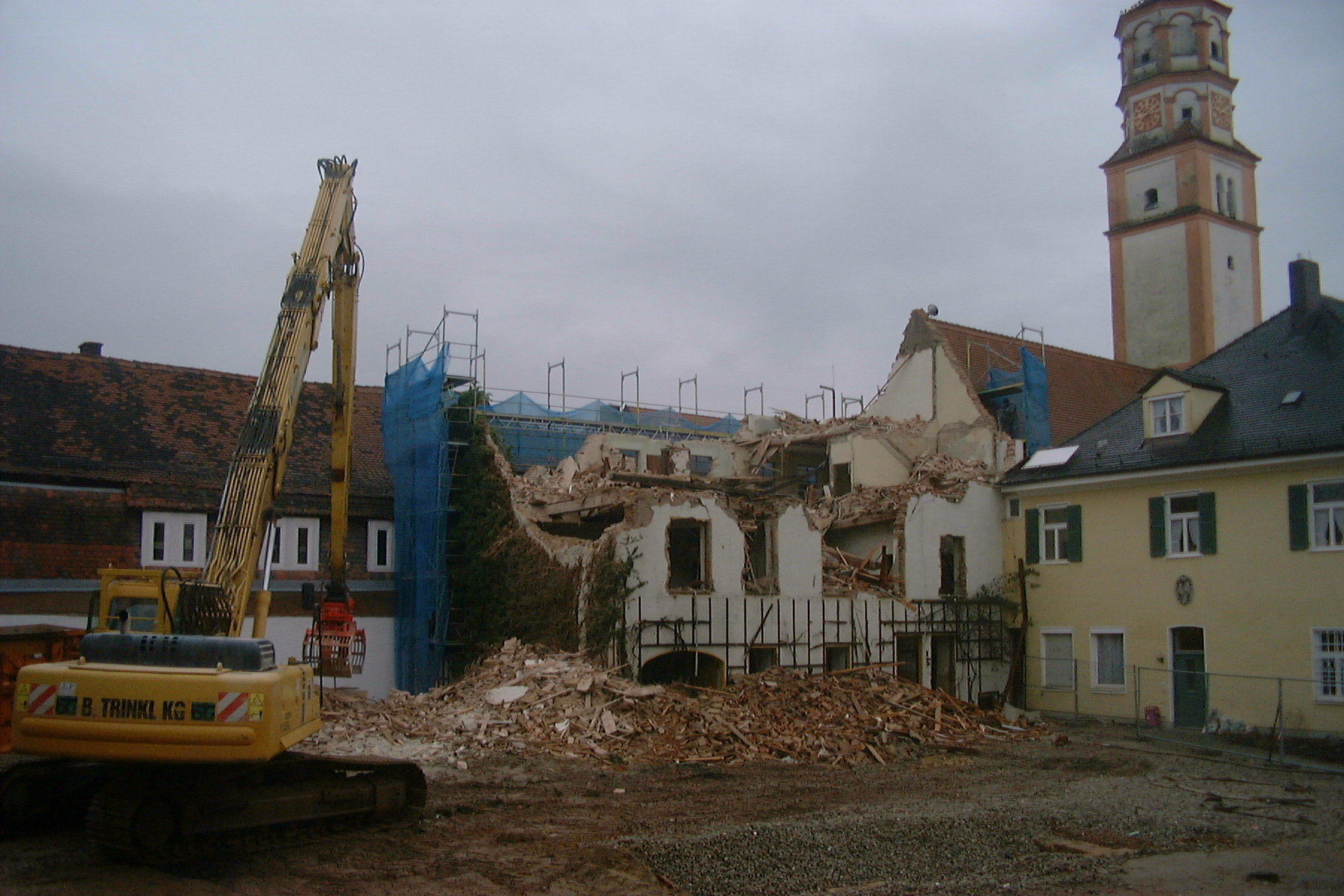
Abbruch eines Teils des alten Schulgebäudes

Von 1947 bis 1965 wurde die Schule als Mädchen-Mittelschule mit Internat betrieben, bevor der Übergang von der Mittel- zur Realschule vollzogen wurde. Auch im Rahmen dieser Schulform wurde das angeschlossene Internat bis 1983 fortgeführt, bevor es schließlich aufgelöst wurde. Eine eigene Turnhalle erhielt die Schule 1974. 1993 erfolgte ein tiefer Einschnitt in die Tradition der bisherigen Schulführung: Die bis dahin tätigen Schwestern wurden verabschiedet und anschließend der neue Schulleiter, Hans Dieter Franke, begrüßt, der dieses Amt bis 2009 ausfüllte. Unmittelbar danach, zum 1. Januar 1994, übernahm das Schulwerk der Diözese Augsburg die Trägerschaft der Maria-Ward-Realschule Schrobenhausen.
In den Jahren 2002–2005 erfolgte ein teilweiser Abriss und Neubau des Schulgebäudes, wobei wesentliche Teile – insbesondere der Konzertsaal – erhalten blieben und in die neue Konstruktion eingefügt wurden; 2015 wurde schließlich auch eine neue Turnhalle erbaut.
2006 feierte die Maria-Ward-Realschule Schrobenhausen ihr 150-jähriges Jubiläum.

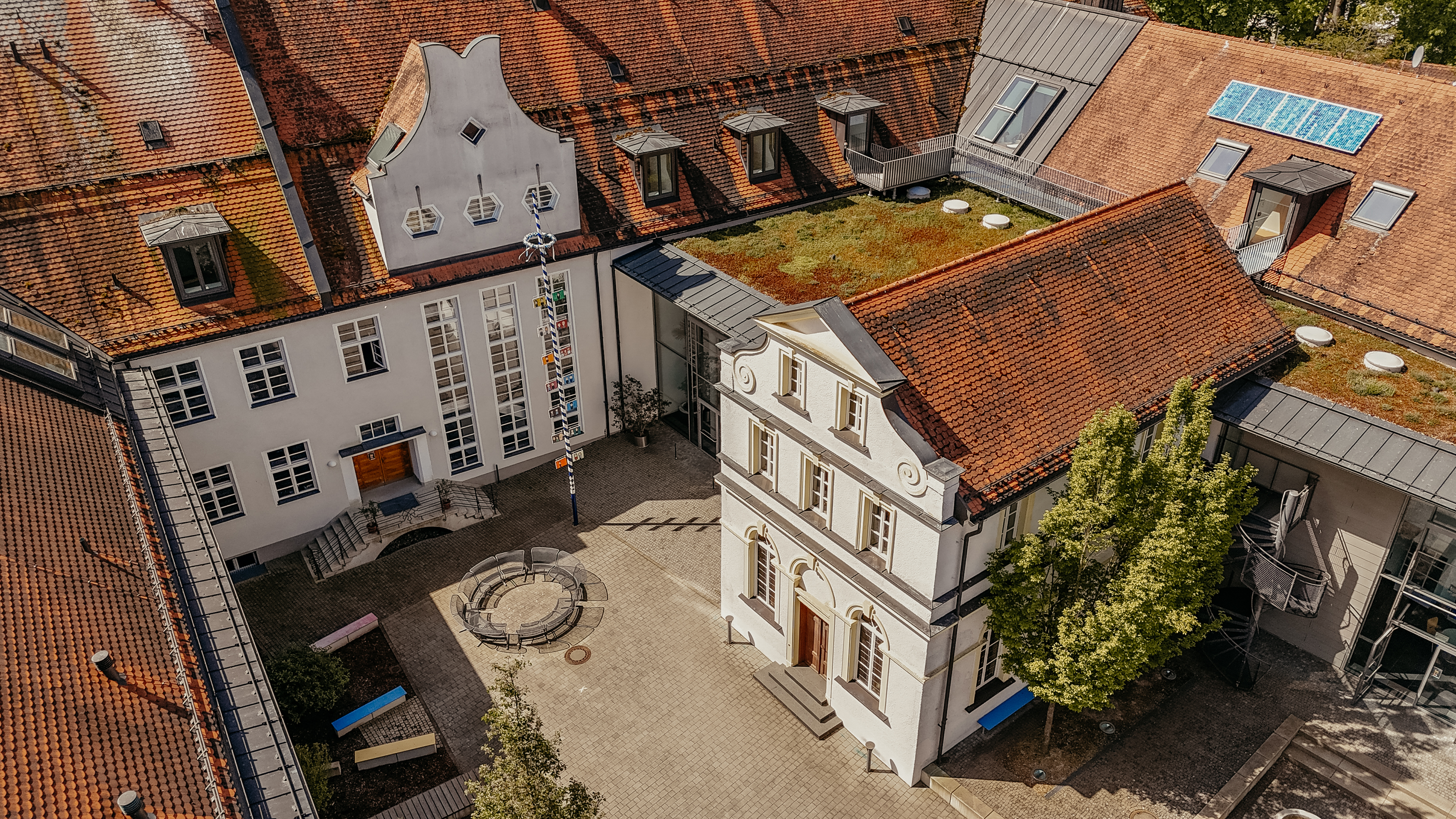
Schulgebäude heute

## Konzept und Schulprofil
Um den Wandel der Gesellschaft abzubilden, bietet die Maria-Ward-Realschule sowohl Regelklassen als auch bis 2022 gebundene Ganztagesklassen in den Jahrgangsstufen 5 bis 10 an. In der Unterstufe wurden zwei von vier Zügen als Ganztagesklassen geführt, ab der 7. Jahrgangsstufe eine Ganztagesklasse neben drei Regelklassen. Seit 2021/2022 wird das innovative AFRA-Schulmodell umgesetzt, das digitale Lernwerkstätten, Weltbegegnung und das Fach Netzwerk (NeWe) beinhaltet.
Elemente des „Marchtaler Plans“ prägen seit 2009 den Unterricht, beginnend mit Morgenkreis und Freier Stillarbeit. Ab 2012 wurde der Vernetzte Unterricht für alle Jahrgangsstufen eingeführt, der auf Grund des projekthaften Charakters ausschließlich in den Ganztagesklassen umgesetzt wird. Die Schule versteht sich als Solidargemeinschaft, die sich sozialen und lokalen Herausforderungen und Themen widmet sowie eine enge Zusammenarbeit mit der SMV und Elternschaft pflegt. Demokratisierung und Partizipation werden durch Initiativen wie den MENSA-Rat gefördert.
Die Schule legt großen Wert darauf, individuelle Stärken zu fördern, selbstständiges Denken zu entwickeln und Werte wie Höflichkeit, Verlässlichkeit und Engagement zu vermitteln. Damit einher geht auch das Kennenlernen gesellschaftlicher Strukturen, was anhand des Angebots des Faches Sozialwesen in der Wahlpflichtfächergruppe IIIb gewährleistet wird. Es werden Räume der Besinnung geschaffen und Engagement für Umweltschutz sowie soziale Projekten gelebt, um die Schülerinnen zu verantwortungsvollen, selbstständig denkenden und kritisch urteilenden Menschen zu erziehen. Gemeinsam mit allen Beteiligten wird die Schule als Lebensraum gestaltet, in dem Regeln und Werte gemeinsam getragen werden und Lernen Hand in Hand mit Leben geht.
Neben dem Fach Sozialwesen (Wahlpflichtfächergruppe IIIb / sozialer Bereich) werden auch Französisch (Wahlpflichtfächergruppe IIIa / zweite Fremdsprache) und BWR (Wahlpflichtfächergruppe II / Wirtschaft) angeboten.

## Förderverein und MENSA-Rat
An der Maria-Ward-Realschule Schrobenhausen werden Demokratisierung und Partizipation großgeschrieben. Dies spiegelt sich in dem gegründeten MENSA-Rat (Gge-Rat = „Ganztag gemeinsam erleben“-Rat) wider, der Zusammenarbeit mit der SMV sowie der Elternschaft. 2023 wurde außerdem ein Förderverein ins Leben gerufen, um die Gleichstellung aller Schülerinnen zu gewährleisten, insbesondere im Hinblick auf die Teilnahme an kulturellen, religiösen Veranstaltungen und (Klassen-)Fahrten.

## Schulleitung
- bis 1993: Schwester Gisela
- 1993–2009: Hans-Dieter Franke
- 2009–2010: Interregnum der Konrektoren Werner Weißenberger und Rosmarie Müller
- 2010–2022: Petra Schiele
- seit 2022: Frank Puschner

## Auszeichnungen
- 2015 bis heute DELF-Prüfungszentrum
- 2021: „Innovatives technologiegestütztes Unterrichtsszenario“ (1. Platz education Campus awards)
- 2023: i.s.i. DIGITAL (1. Platz)[5]
- 2024 bis heute Berufswahl-Siegel Bayern[6]
- 2024: TOP20 Deutscher Schulpreis